# Thú chết dọc đường

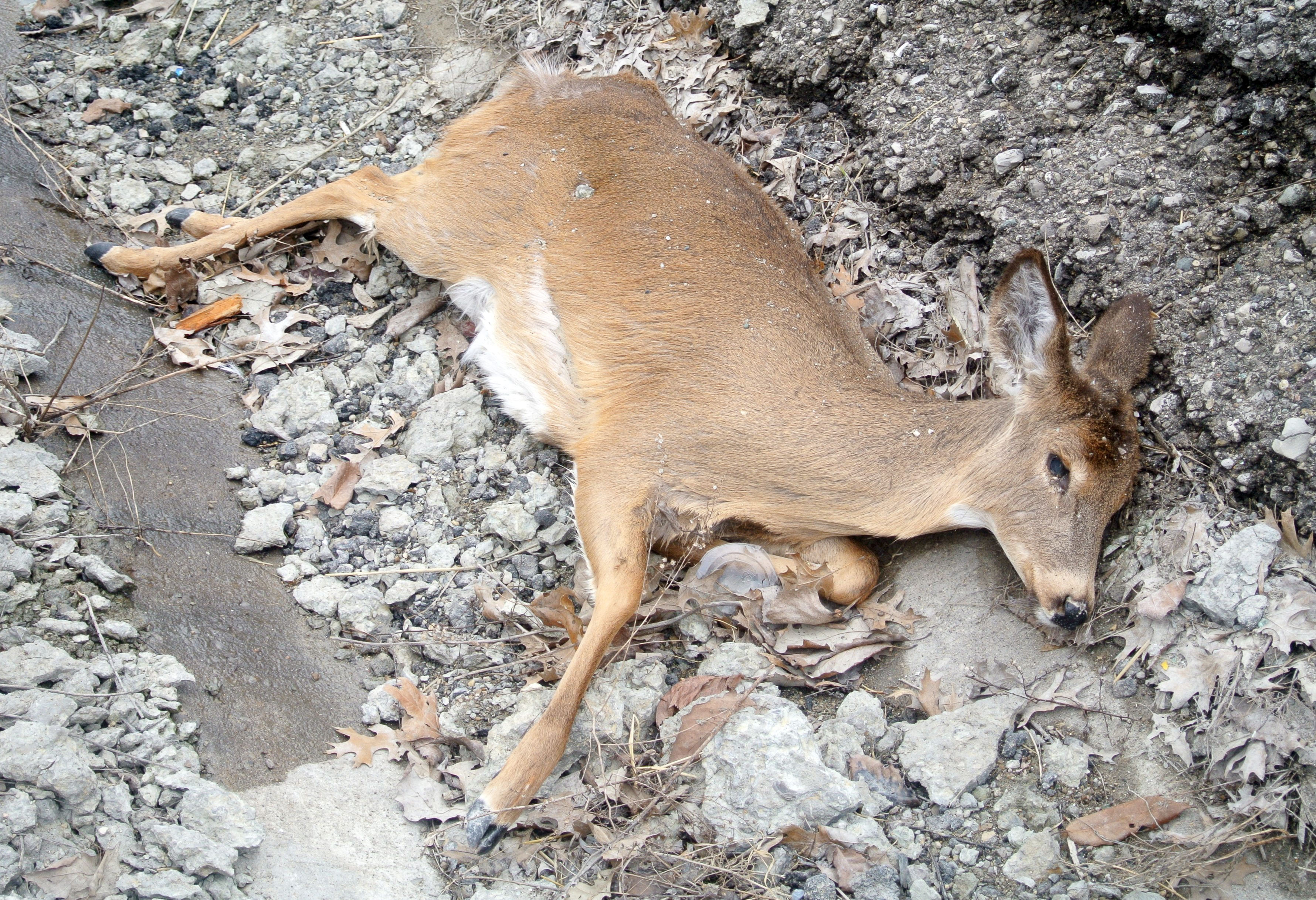
Xác một con hươu bị cán chết ở Mỹ, ở Bắc Mỹ, hươu là loài vật thường xuyên va chạm gây tai nạn trên đường cao tốc

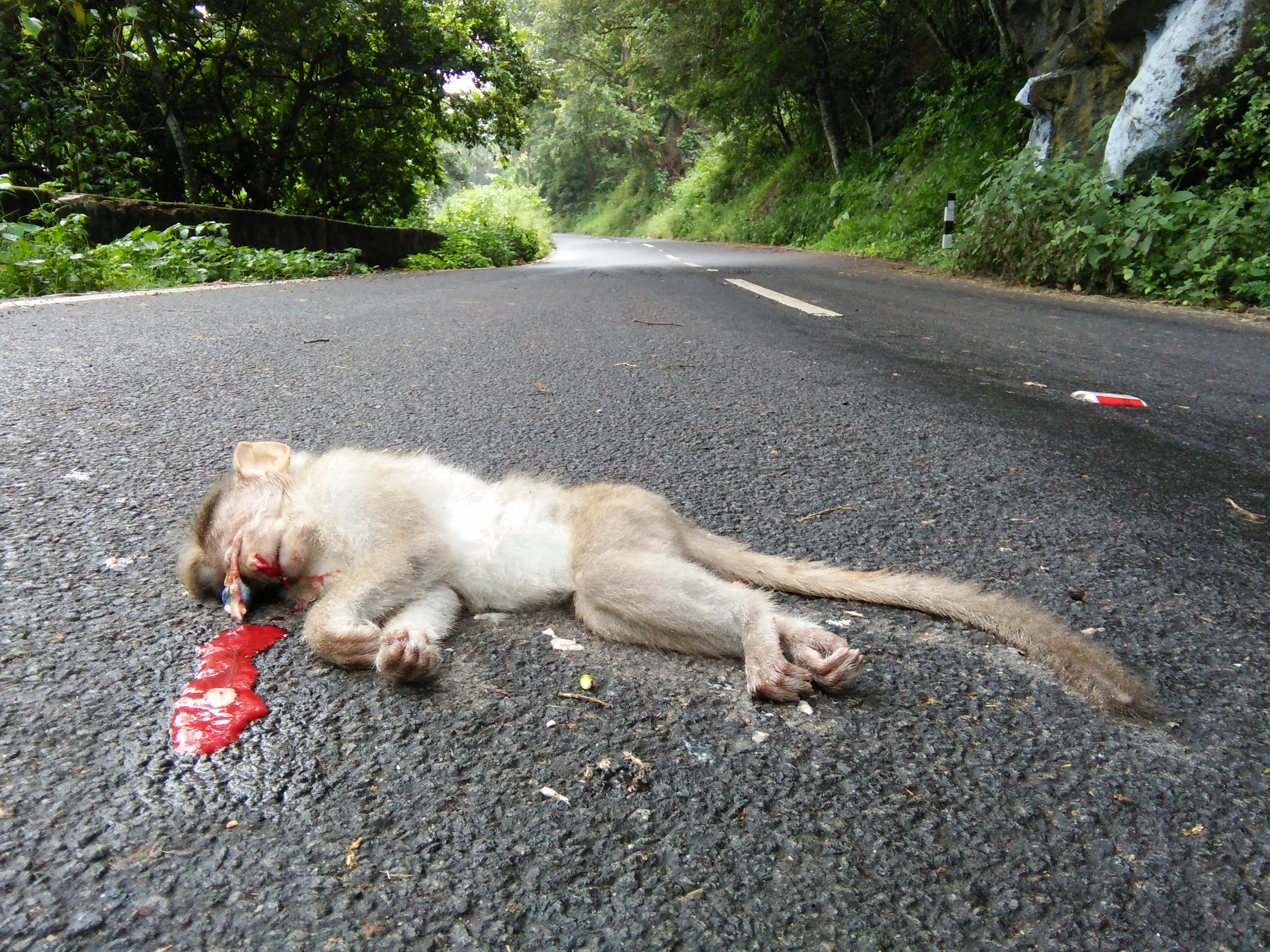
Một con khỉ chết tươi vì bị xe tông khi lao qua đường bộ

Thú chết dọc đường (tiếng Anh: roadkill) là những động vật bị chết do va chạm với các phương tiện giao thông trên các con đường, nhất là đường cao tốc hoặc xa lộ. Đây là một trong những nguyên nhân quan trọng dẫn đến sự mất mát, tổn thất cho động vật, chết đi nhiều loài vật hoang dã, gây ra những nguy hiểm tới an toàn giao thông và có ảnh hưởng nhất định đến kinh tế. Một vài xác thú chết dọc đường có thể được tận dụng như là một nguồn thức ăn (ẩm thực xác thú). Rất khó để xác định chính xác có bao nhiêu động vật bị chết vì tai nạn hàng năm trên thế giới, đặc biệt là những cung đường cao tốc.
Ở Mỹ, con số này được ước tính khoảng một triệu cá thể/ngày. Có tới cả triệu con thú bị chết dọc đường mỗi ngày ở Mỹ do bị đụng xe, theo Hiệp hội Nhân đạo của Hoa Kỳ thì có gần một triệu động vật bị giết mỗi ngày trên đường. Ở Anh, Úc và nhiều nước khác cũng xảy ra tình trạng tương tự. Ở châu Âu và Bắc Mỹ, các loài hươu là loài động vật có khả năng gây va chạm và tai nạn nhất cho xe đang tham gia giao thông, chúng thường xuyên bị xe đụng chết khi băng quan đường. Số lượng động vật chết do tai nạn giao thông khá lớn ở Anh, các loài vật thường gặp nạn là cáo và sóc. Ở Úc, thì thường là gia súc và chuột túi kanguroo). Ở Việt Nam, phổ biến là xác chuột, rồi còn có chó và bò băng qua đường bị xe đụng chết.

## Tổng quan

### Nguyên nhân

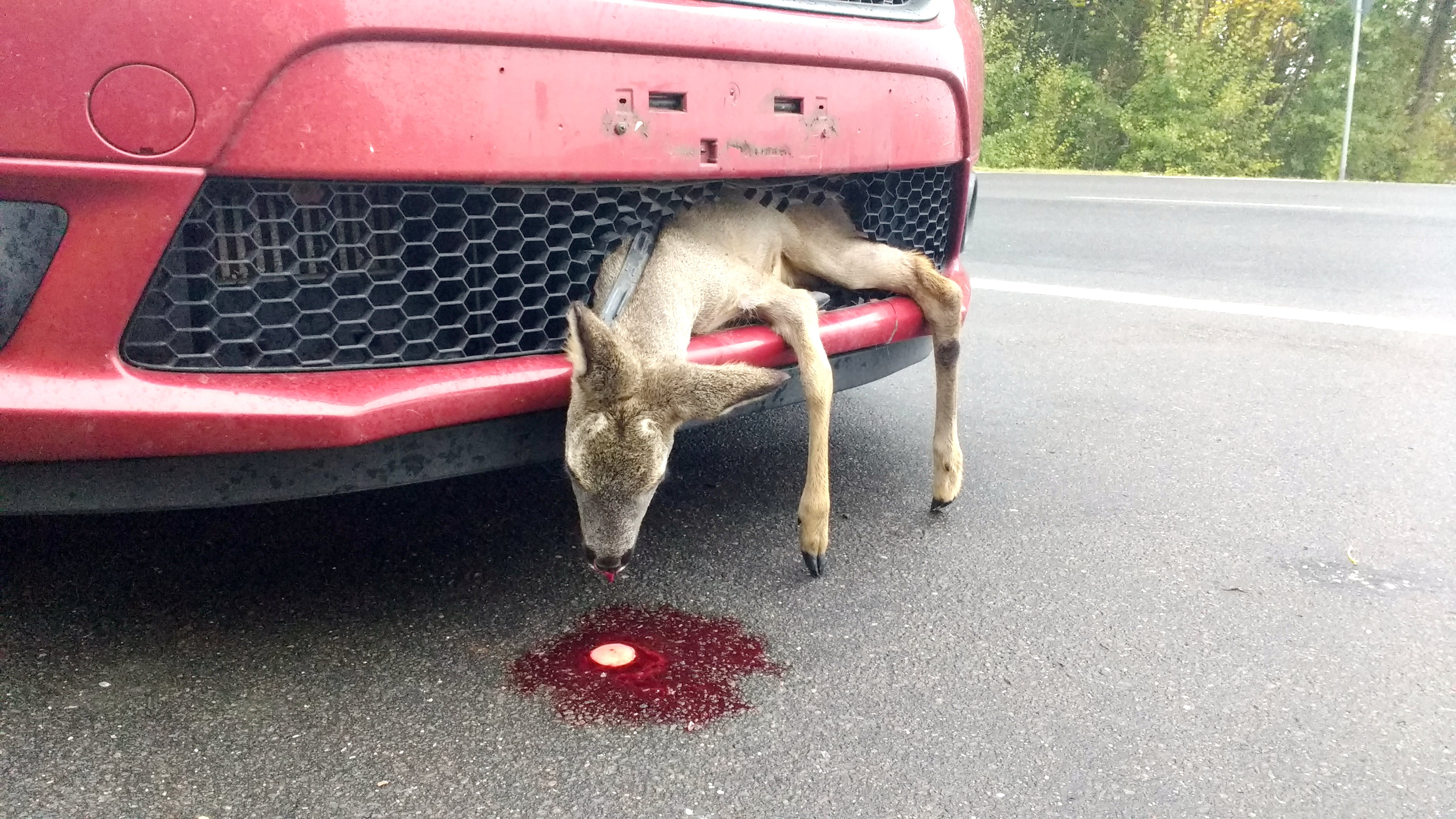
Một con hươu bị xe tông chết với xác còn mắc vào ca-pô

Sự phát triển của những con đường ảnh hưởng đến các loài động vật hoang dã bằng cách thay đổi và cách ly môi trường sống và quần thể, ngăn cản sự di chuyển của động vật hoang dã và dẫn đến tử vong động vật hoang dã trên diện rộng. Những tháng cuối năm thường là khoảng thời gian xảy ra nhiều vụ va chạm giữa ô tô và thú rừng nhất. Việc lái xe "không suy nghĩ" như phóng nhanh, vượt ẩu mà không để ý đến những cử động của những thứ khác trên đường xe chạy, lái xe với tốc độ không được phép dừng và sự phân tâm góp phần gây tử vong cho các loài động vật hoang dã trên đường. Nguyên nhân đạo đức cũng có một phần, việc vô trách nhiệm bỏ mặc cho thú chết theo kiểu "Hit and run" (tông và bỏ chạy).
Đối với hươu, ở Mỹ việc cán chết một con hươu đực đuôi trắng thì cũng thường thấy, ở nước Anh này có sáu loại hươu khác nhau chuyên chạy nhảy vào lúc chạng vạng, và khi va chạm xảy ra (tông, húc, đụng, đâm, chà, cán, quẹt) một bên sừng của nó cắm vào tấm chắn mắt cáo ở phần hãm xung trước chiếc xe bán tải khiến cổ nó bị bẻ vặn xuống và con thú chết ngay tức thì. Cho dù bản thân có thể tránh không đâm vào chúng thì những bộ phận được cấu tạo bên dưới gầm xe cũng làm cho nhiều con thú chết. Sẽ có những con thú, chim chuyên ăn xác chết có thể ra đánh chén những con thú bị xe đâm chết dọc đường, nhưng với tốc độ xe chạy nhanh trên các xa lộ thì đến lượt chúng cũng có nguy cơ bị đâm chết như vậy.
Hàng năm trên thế giới có khoảng 364 triệu con chim bị chết ở Mỹ và 57 triệu bị chết ở Tây Âu. Những con chim đầu to ít chết vì tai nạn giao thông hơn so với những con chim đầu nhỏ. Giao thông đã đạt tới độ nguy hiểm với loài chim vào thế kỷ trước, tuy nhiên ảnh hưởng này chưa đủ lớn để chim tiến hóa và cũng bởi vì những cái chết bởi tai nạn giao thông chỉ chiếm một phần rất nhỏ trong tổng số thương vong của loài chim. Hiện có khoảng 300 tỷ con chim trên toàn thế giới và tỉ lệ chết bởi tai nạn giao thông chỉ chiếm 0,114%.
Loài chim bây giờ đã thích nghi tương đối tốt với giao thông trên đường phố. Chúng ta biết phân biệt hướng đường và tốc độ của từng làn đường. Loài quạ chẳng hạn, đã biết đổi làn khi có xe chuẩn bị đi tới. Một nghiên cứu 3.521 con chim thuộc 251 loài khác nhau ở Đan Mạch thì những con chim bị chết vì tai nạn phần lớn là những con chim có não nhỏ. Điều này cho thấy loài chim đã học được hành vi của lái xe và sử dụng bộ não của mình để thích ứng với hành vi đó với mong muốn tránh bị tử vong bởi những vật chuyển động nhanh và có thể đoán định được.

### Tính pháp lý
Tại Anh, nhặt thú chết dọc đường là chuyện bình thường, tuy chủ đất có thể quy tội săn trộm nếu lần mò vào trong rừng. Ngược lại, tại Úc, cần có giấy phép săn bắn mới được phép nhặt. Ở Mỹ là nơi có các quy định hỗn hợp về vấn đề xử lý xác chết động vật do tai nạn. Ở Mỹ việc tiêu hủy xác động vật chết do tai nạn đường cao tốc thuộc nhiệm vụ của phòng ban Giao thông Vận tải, Cục Đường cao tốc và những cán bộ kiểm soát động vật và có trách nhiệm dọn sạch những xác động vật bị giết trên đường sẽ thông báo khi có xác động vật bị chết trên đường. 

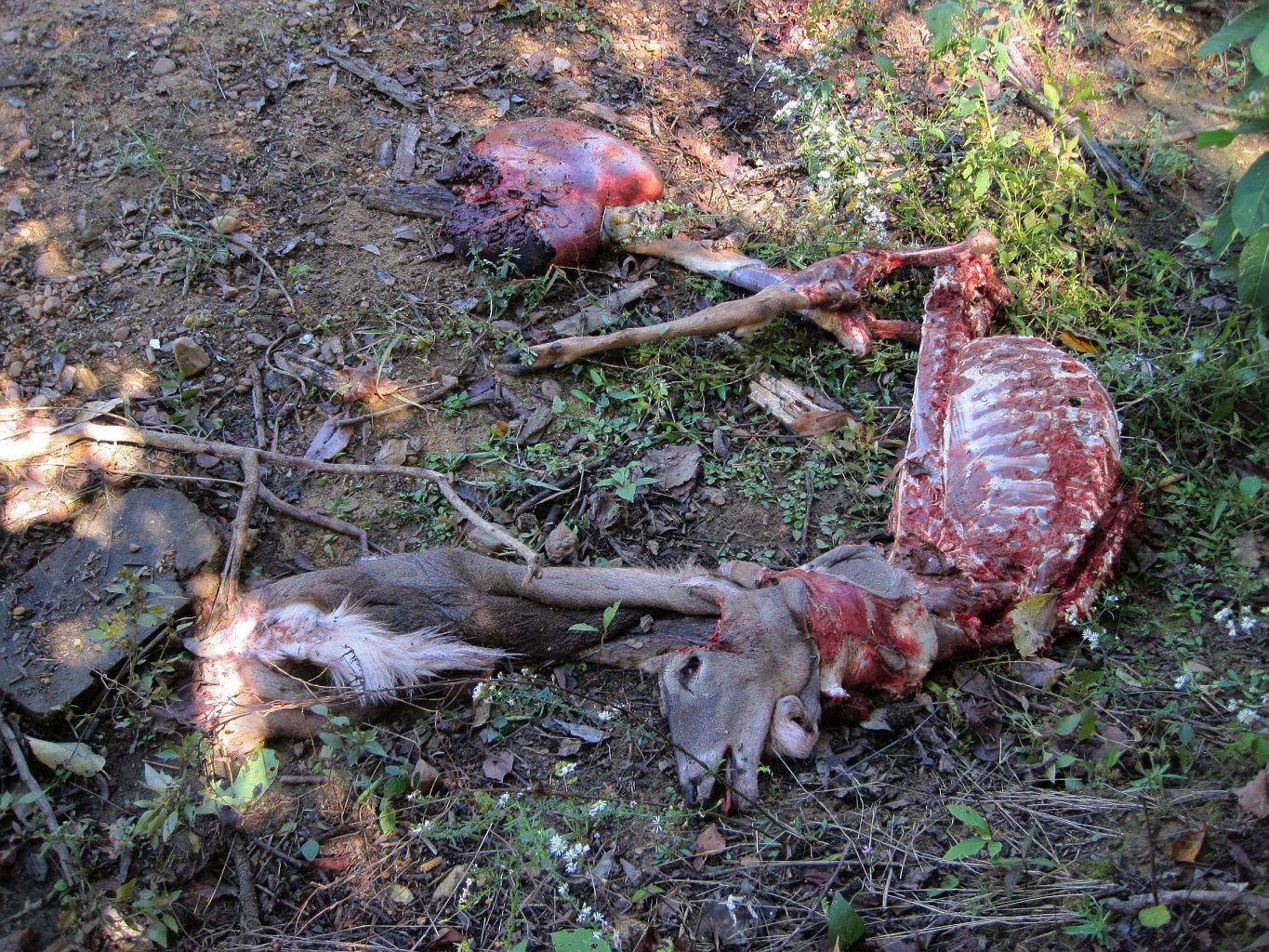
Một xác hươu chết đã được lóc thịt tại chỗ chỉ còn trơ xương

Bắt đầu từ tháng 7 năm 2016, bang Washington cho phép bạn nhặt hươu và hươu sừng tấm với việc nộp đơn trên mạng để xin phép một khi phát hiện ra con thú. Đây là quy định tương tự như ở Idaho và Montana. Một số tiểu bang đòi phải có giấy phép đối với việc nhặt một số loại thú, nhưng các loại thú khác thì không cần. Một số bang yêu cầu phải báo với giới chức, một số bang cần xác con thú phải được kiểm định, và một số bang khác lại không có quy định gì hết như tại Florida. Tại Alaska, mọi thú chết dọc đường đều thuộc tài sản nhà nước. Tại Illinois, ai cũng được phép nhặt hươu trừ những người không trả tiền trợ cấp nuôi con đúng hạn.
Ở Mỹ, các vụ va chạm do đâm phải thú hoang dã, đặc biệt là hươu gây thiệt hại gần 1,1 tỷ đô la và làm chết khoảng 200 người mỗi năm, các công ty bảo hiểm phải chi trả 2.800 đô la mỗi vụ, số tiền sẽ lên đến 10.000 đô la nếu có thiệt hại về người. Số lượng các vụ tai nạn liên quan đến thú rừng được các công ty bảo hiểm bồi thường cũng đã tăng đáng kể trong 2 năm qua. Các công ty bảo hiểm cũng đã bày tỏ sự quan ngại sự sụt giảm, đặc biệt ở các bang có số lượng hươu hoang dã lớn, tại Bang Pennsylvania, bang đứng đầu về số lượng các vụ va chạm do động vật hoang dã băng qua đường bộ, tình hình đã có vẻ được cải thiện.
Tranh chấp từng nảy sinh giữa các công ty bảo hiểm và chủ xe trên toàn nước Mỹ về việc họ có được bồi thường trong tình huống xe đi trên đường bị tai nạn do đâm phải thú rừng hay không. Một ủy viên Hiệp hội bảo hiểm Bang Winconsin thì chỉ có những hợp đồng bảo hiểm toàn diện mới đền bù cho những tổn thất dạng này và rất nhiều chủ xe cứ ngỡ nếu bị tai nạn do đâm phải một con hươu qua đường, họ phải nhận được tiền từ công ty bảo hiểm. Bảo hiểm toàn diện là phần hợp đồng bảo hiểm đền bù cho tổn thất của xe cơ giới gây ra bởi các trường hợp không do đâm va (non-crash events) như đâm va với thú rừng. Hãy xem lại hợp đồng bảo hiểm, đó là những gì các công ty bảo hiểm ở Mỹ muốn nói với các chủ xe gặp tai nạn, đặc biệt là ở các bang xảy ra nhiều tai nạn liên quan đến thú rừng qua đường.

## Vai trò

### Thức ăn

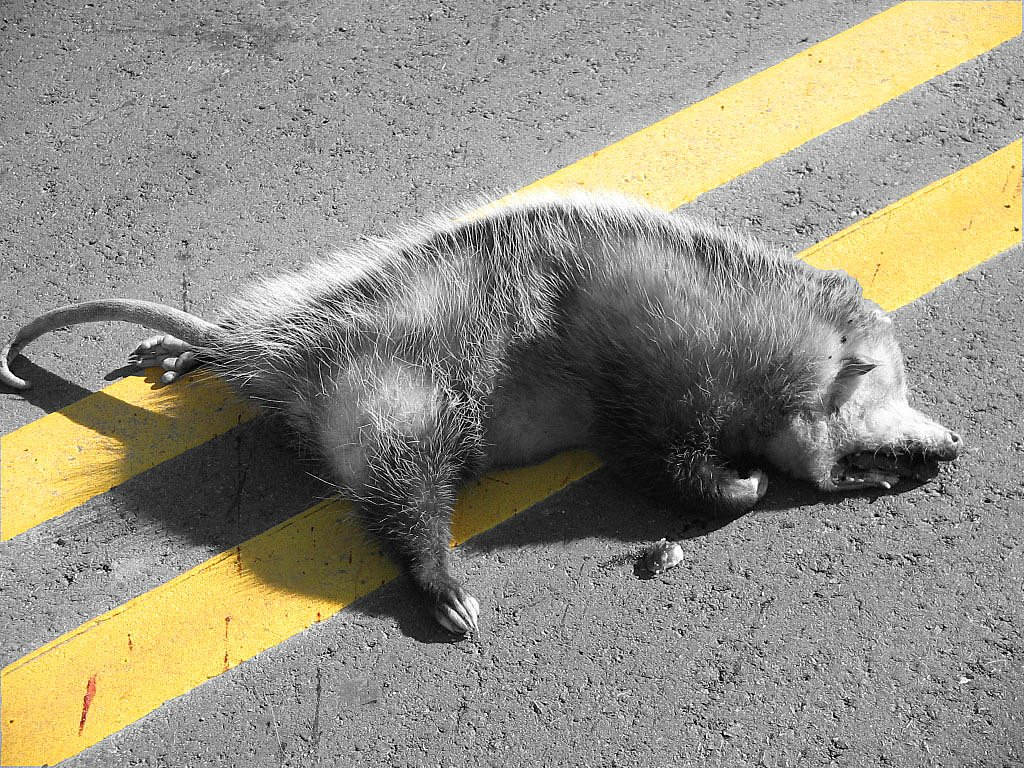
Xác một con Opossum chết là nguồn thịt để chế biến các món trong ẩm thực xác thú (Roadkill cuisine)

Các động vật hoang dã trên thế giới đang bị suy giảm đi với tốc độ đáng báo động. Việc nuôi dưỡng và tiêu thụ thịt đang có tác động bất lợi lên trái đất, bởi người ta chặt hạ rừng để trồng đậu tương phục vụ việc nuôi bò, nuôi cừu, có thể hạn chế mức thải khí carbon của mình và dọn sạch chỗ thịt có sẵn, tức là xác chết này đó cũng là một cách hữu ích, việc một con thú bị giết chết bỏ đấy là một sự phí phạm. Thịt thú hoang khá sẵn vì tuy hầu hết các cuộc khảo sát về thú chết dọc đường đều dựa trên những phán đoán là chính, nhưng có một số khảo sát áp dụng phép ngoại suy cho thấy có tới cả triệu con thú bị chết dọc đường mỗi ngày ở Mỹ.
Ở Mỹ dễ nhìn thấy nhiều con thú nằm bên vệ đường. Hầu hết đều thuộc dạng con người ăn được, và trông vẫn nguyên vẹn. Có rất nhiều con bị chết ở khu vực quanh khu dân cư ở, từ thỏ cho tới chim trĩ cho tới chuột, nên có thể chọn loại ưa thích. Trong thời Đại Suy thoái, những chỗ thịt đó giúp con người ta lần hồi qua ngày. Những người theo chủ nghĩa sinh tồn biết rằng con người ta không thể chỉ sống dựa vào những món đạm bạc. Thịt thú hoang chết dọc đường là một nguồn cung cấp protein rất tốt trong lúc thực phẩm mua trong cửa hàng khá là đắt đỏ. Trong trường hợp xảy ra tình trạng sụp đổ kinh tế, những ai biết ăn thú chết dọc đường sẽ không lo thiếu thịt.
Nay nhiều người ăn dựa trên quan điểm cần sống gần gũi với tự nhiên hơn. Ăn thú chết dọc đường là cách để nói cho thế giới biết rằng đời sống hoang dã có những giá trị đáng giá là việc ăn thịt thú chết dọc đường cho thấy những con thú chết cũng có giá trị. Thịt từ những con thú chết dọc đường là một cách an toàn, phải chăng để được ăn thịt thú hoang, Trừ chi phí tiền xăng cho việc lái xe tìm nhặt xác thú thì không phải mất thêm tiền, đây có thể coi là thịt giá rẻ, nếu không có công cụ để tự mình xả một con nai sừng tấm thì có thể cần trả một khoản phí nhỏ cho người hàng thịt chuyên pha thịt thú rừng và sẽ vẫn rẻ hơn nhiều so với việc đi mua thịt ở cửa hàng, lượng thực phẩm thu được sẽ rất nhiều. Nếu là một con hươu thì sẽ có lượng thịt đủ ăn cho cả năm cất trong tủ đá. Nhiều người không muốn đụng đến vì cho rằng ăn chúng là điều kinh tởm, và việc nhặt xác thú là sự thể hiện khốn khó.

### Quan niệm

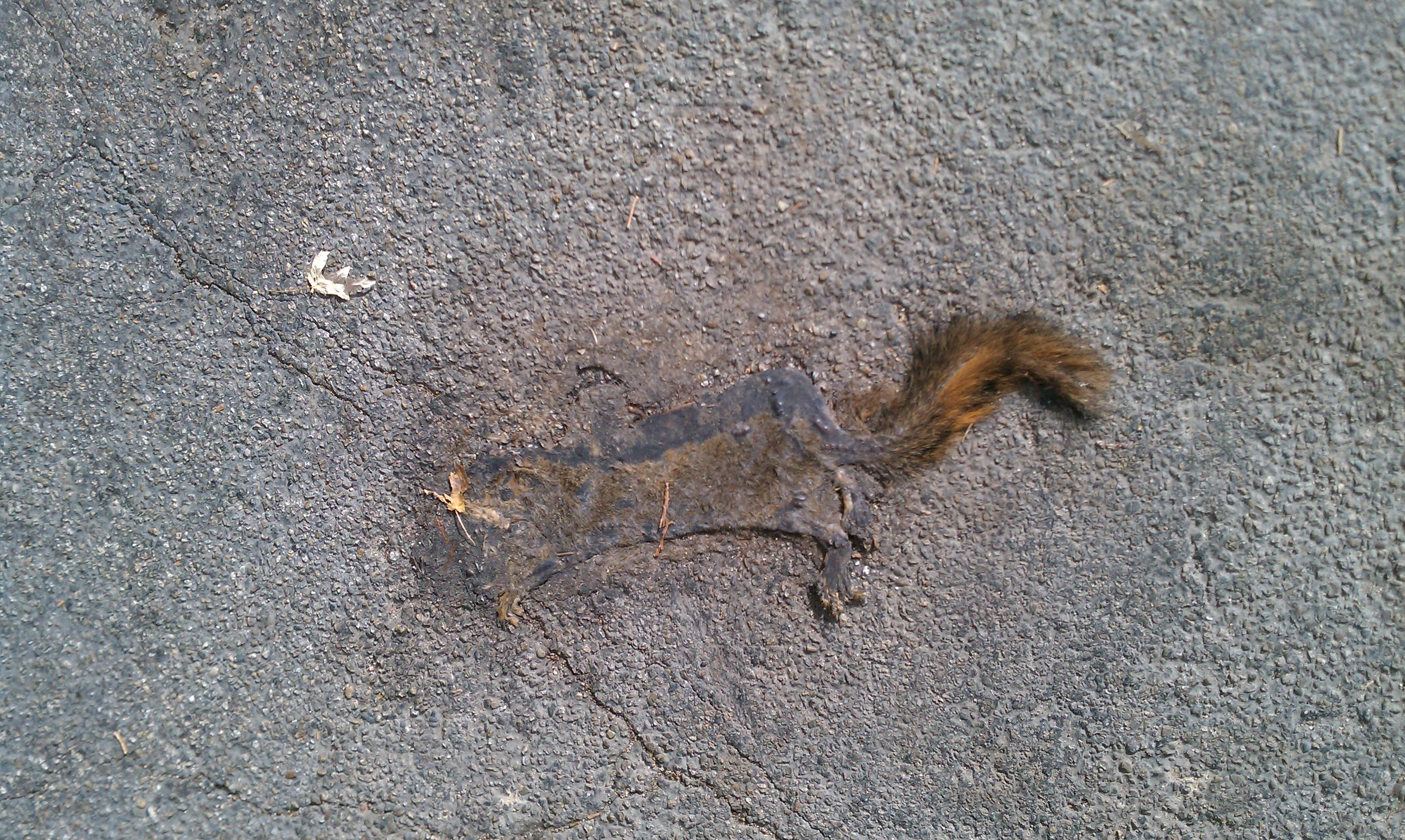
Xác một con sóc bị cán lép chẹp

Nhiều người không bao giờ ăn những con thú chết dọc đường, bởi thấy rất kinh tởm và cho rằng không đến nỗi khốn khó tới mức phải ăn thú chết dọc đường. Nhiều người cho rằng chuyện ăn thú chết dọc đường thì đi kèm với vấn đề đói nghèo nhưng có nhiều người rất nhiệt thành ăn thịt thú chết dọc đường và sẽ chỉ ăn thực vật nếu không có thịt thú chết dọc đường. Nếu thấy hơi nghi ngại thì thôi đừng nhặt, Khi bạn bắt đầu quen với việc này thì sẽ thấy là nó chẳng có gì đáng ngại hay xấu gì như mọi người thường nghĩ. Những người ăn thú chết dọc đường không phải là những người xoàng xoàng, nhưng những người quá chỉn chu thì cũng không nghĩ tới việc này mấy. Điều này có bị coi là cấm kỵ hay không còn tuỳ thuộc vào từng nền văn hoá, và việc toàn cầu hoá ngày càng tăng cũng góp phần khiến việc này được chấp nhận rộng rãi hơn.

### Da lông
Một cửa hàng Petite Mort Fur, Boston ở Mỹ chuyên bán các mặt hàng như khăn quàng cổ làm tư lông chó sói đồng cỏ trị giá 1.500 USD, khăn choàng làm từ da lông cáo trị giá 2.000 USD, tất làm từ lông gấu trúc trị giá 2.000 USD. Một số đồ nữ trang khác thì có giá rẻ hơn một chút, như đôi hoa tai làm từ lông thú chỉ có giá 45 USD. Tuy nhiên, những mẫu thời trang cao cấp này đều được làm từ xác chết động vật, thú chết trên đường như là một cơ hội mới cho thị trường thời trang. Đó là một nguồn tài nguyên bị lãng phí để có thể kinh doanh kiểu thời trang này. Trong nhiều trường hợp, khi lái xe đến chỗ có xác động vật, có thể sẽ lột da của những động vật đó ngay tại nơi phát hiện.

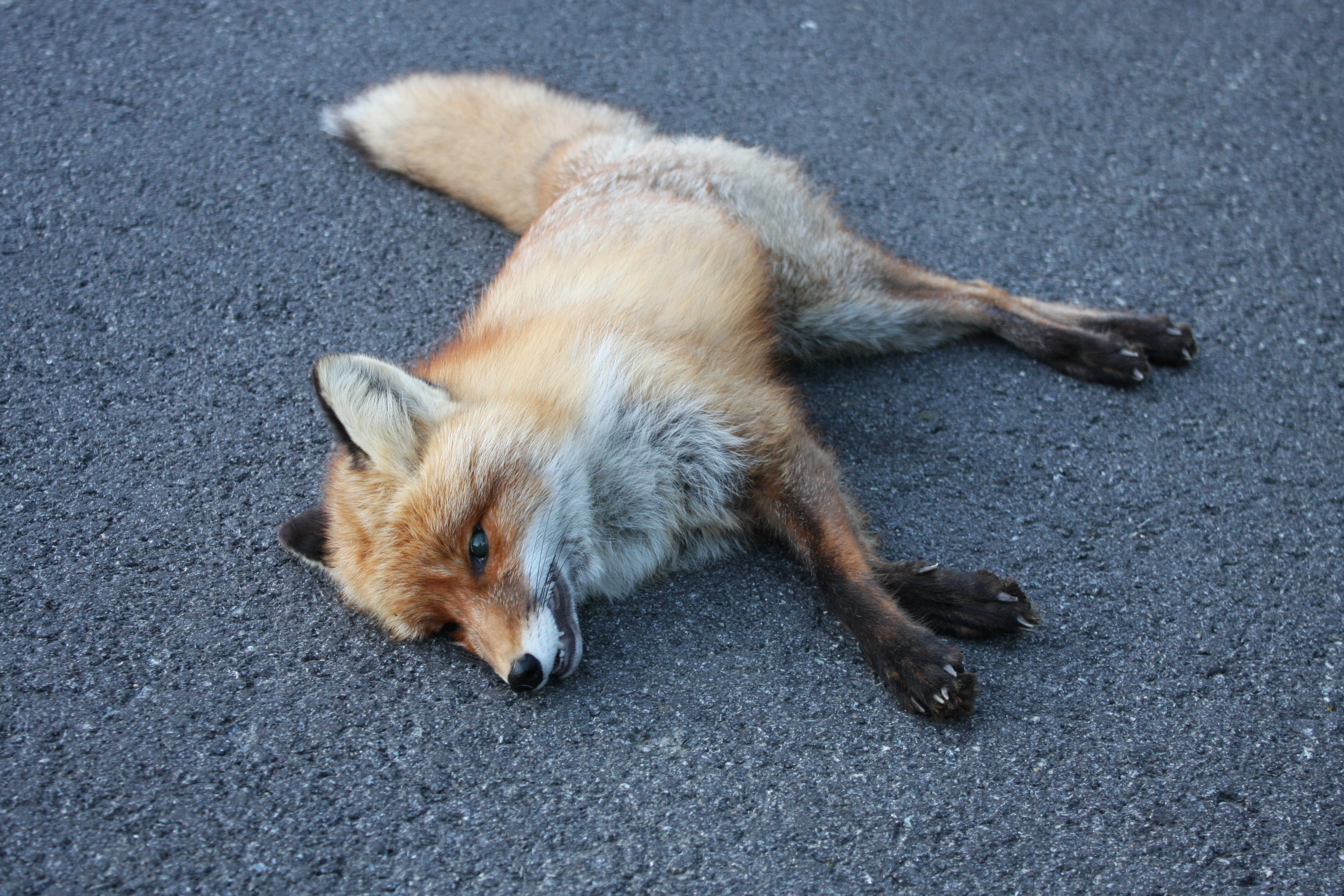
Một con cáo bị tai nạn chết, bộ lông còn nguyên của chúng là nguyên liệu cho kinh doanh thời trang

Sau khi lột da và lấy lông những xác con vật này, phần còn lại sẽ mang vào rừng cho các con vật khác ăn. Nó giống như một bữa sushi từ xác động vật. Sau khi lột da thú, sẽ chuyển bộ da thú đó tới xưởng thuộc da. Sau đó, cô may từng mảnh lại với nhau. Mỗi một miếng da thú lại được trang trí bằng một huy hiệu bạc bằng đồng bảng Anh. Cách làm này sẽ chỉ ra cho mọi người thấy đây là con vật gì, nó bị giết khi nào và ở đâu. Ví dụ như một chiếc khăn choàng cổ cho biết loại lông này là của một con gấu, đã bị giết trên đường 91 ở Brattleboro, Vermont. Đó là một cách để khách hàng tôn vinh những con vật và cuộc sống của chúng, chứ không phải đang ủng hộ việc các con vật bị giết để bạn có cơ hội tạo ra sản phẩm của mình.
Một cô gái đến từ Ealing, Luân Đôn, nước Anh còn kinh doanh rất đắt hàng với các món đồ tự làm bằng tay (hand-made) độc đáo từ xác chết động vật, thú vui kỳ lạ mỗi khi rảnh rỗi biến những xác chết của thỏ, chuột, chim thành túi xách, mũ, sở thích đó trở thành nghề nuôi sống khi rao bán những phụ kiện "không dụng hàng" từ xác động vật chết và lượng khách hàng ngày càng tăng. Chẳng hạn như làm sạch xương sống của con nhím gai, rồi gắn lên một vài con chim chết khô với đủ kích cỡ, hình dáng để tạo nên một chiếc mũ kỳ dị. Nguồn nguyên liệu để làm phụ kiện được thu thập từ xác động vật chế do tai nạn giao thông. Để làm ra một chiếc mũ, phải kỳ công cả tuần lễ. Đặc biệt, quy trình khử mùi, chất độc hại từ xác chết rất cầu kỳ.

## Ẩm thực

### Chế biến

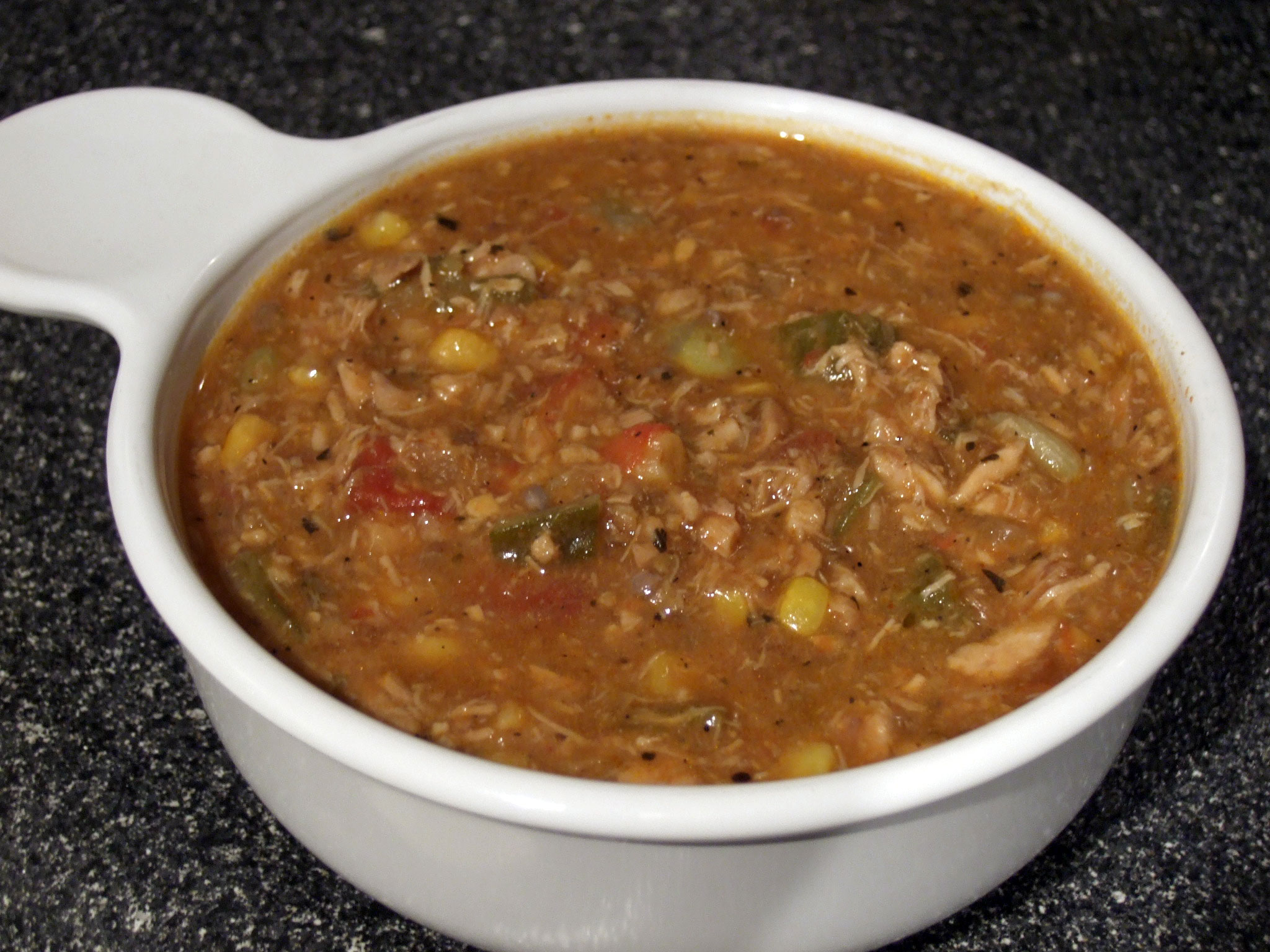
Một món hầm từ thịt gà, món này cũng sẽ được biến tấu với nguyên liệu là xác thú tai nạn

Có rất nhiều con bị chết do xe đâm và xác của chúng được chế biến và phục vụ như việc ăn "món thịt hầm của thợ săn" trong đó có gấu mèo và chồn túi opossum. Đây được cho là thực phẩm ngon vì ngay cả lửng cũng là thứ có thể chế biến thành món. Thịt các loại động vật này có vị hoàn toàn khác lạ. Tuy chúng không dễ ăn chút nào nhưng vẫn kiên trì chế biến sao cho hợp miệng nhất. Nếu như thịt chồn quá hôi thì sẽ xả nước trong 4 ngày để bay mùi xạ trong thịt đi, nếu như thịt lửng quá dai, sẽ hầm nhừ trong lò 3 tiếng rưỡi, các nội tạng của chúng cũng được giữ lại để chế biến chứ không vứt bỏ.
Ngoài những loại ngon như chim trĩ và hươu thì các loại thịt thú khác cũng con. Chuột, ếch và cóc làm món xào rất ngon, chỉ cần bỏ chúng vào nước sôi, chỉ sau năm giây là phần thịt trắng sẽ lóc khỏi xương. Ăn ngon hơn thịt gà, tuy vị thì khá giống thịt các loại trước thời kỳ công nghiệp hoá nông nghiệp toàn là thịt chim, thú săn bắn được, và các nền ẩm thực trên thế giới được xây dựng dựa trên các thứ thịt ngon hơn nhiều so với bò, lợn và gà. 

### Nguy cơ

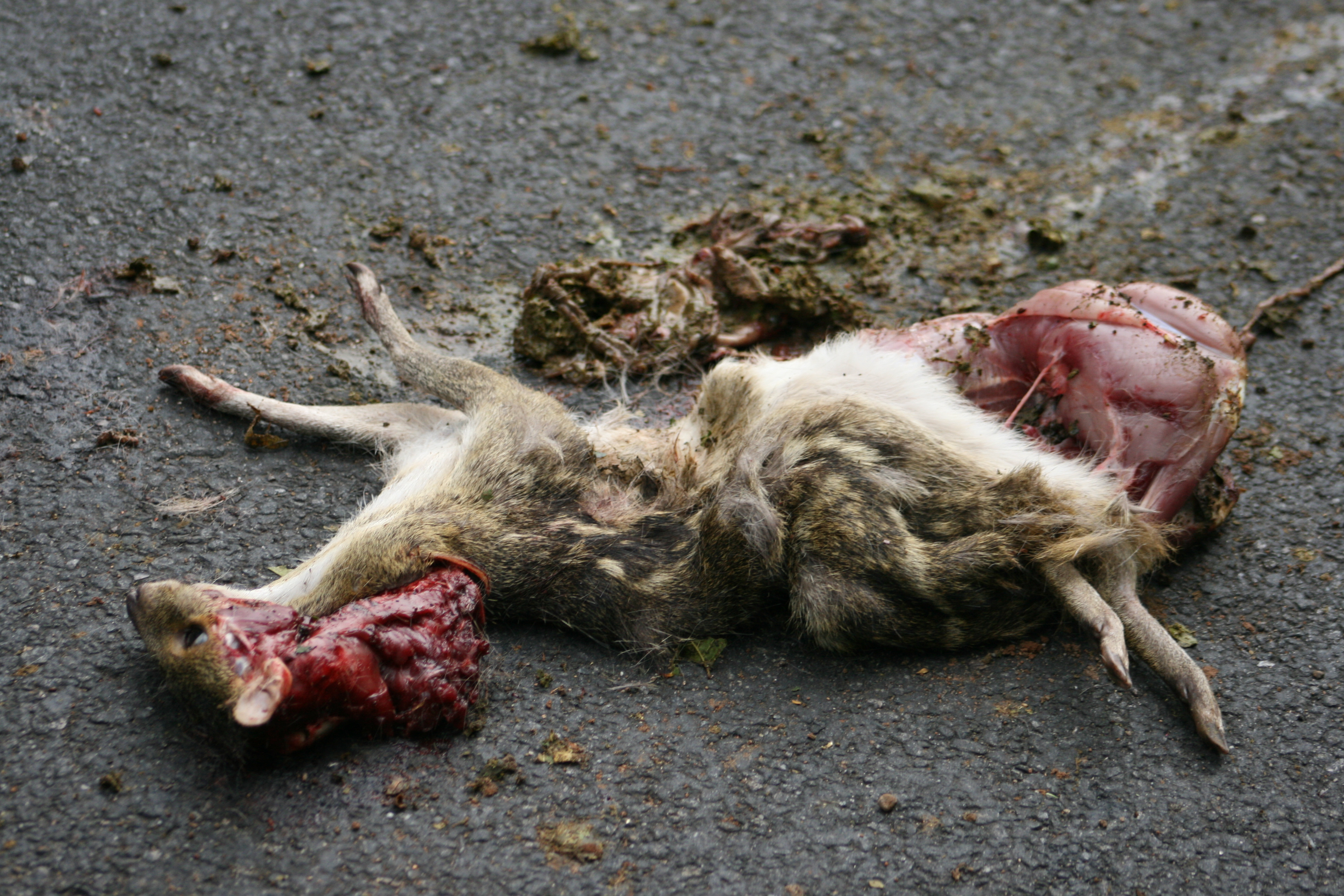
Xác một con hoẵng chết do tai nạn và trông khá mất vệ sinh

Nói chung, một con thú sống hoang dã được tìm thấy bên lề đường thường có cuộc sống ít bầy đàn hơn, khoẻ mạnh hơn. Chúng không bị nhồi kháng sinh, chúng phát triển tự nhiên và nhiều khả năng là sạch hơn về mặt sinh học (organic), tuỳ thuộc vào loại thức ăn của chúng. Ngay cả những con chuột chết dọc đường ở vùng nông thôn cũng thường rất lành mạnh (và được đánh giá là rất ngon). Những con thú chết dọc đường hiếm khi mắc bệnh có thể lây lan sang người. Vi khuẩn bệnh dại bắt đầu suy yếu và chết đi hầu như ngay tức thì sau khi vật chủ chết, và những bệnh dịch hiếm gặp (chẳng hạn như bệnh lao ở hươu Michigan) thì ta thường phát hiện ra ngay khi xả thịt con vật.
Ký sinh trùng hiếm khi là vấn đề cần quan ngại, và sự hiện diện của các loại bọ chét, rận sống trên vật chủ chính là những chỉ dấu cho thấy con vật đó chỉ vừa mới chết.Tuy nhiên, gan và các bộ phận lòng ruột, lục phủ ngũ tạng thì nên tránh, bởi đó là các bộ phậm giữ vai trò tương tự như bộ phận lọc dầu của xe cộ, và con vật có thể đã uống phải nguồn nước nhiễm bẩn. Não và tuỷ có thể chứa các mầm bệnh nhũn não, tương tự như bệnh bò điên, nhất là ở não sóc. Vác con thú trên vai đi bộ dọc đường cũng là việc nguy hiểm do đó cần phải trang bị bao tải hoặc đồ chứa xác con vật. 

### Ghi nhận
Chỉ ăn thịt động vật bị tai nạn chết trong suốt 30 năm qua là một người đàn ông đến từ Dorset, Anh, chỉ ăn thịt động vật bị xe cộ cán chết trên đường. Theo ông này thì thịt của những con vật bị tai nạn còn tươi ngon hơn cả thịt bày bán trong siêu thị, ông bắt đầu ăn thịt động vật chết từ năm 14 tuổi khi ông vô tình gặp một con rắn giữa đường và tiếp tục duy trì thói quen ăn xác động vật và có mong muốn con người không giết hại động vật sống để lấy thịt nữa, vì đó là hủy hoại sự cân bằng của hệ sinh thái. Ông chưa bao giờ bị ốm kể từ khi ăn thịt những con vật này. Thực đơn thịt chủ yếu của ông từ loài chuột, cú, chim bồ câu, cáo, nhím, sóc, mèo rừng ông còn là một thợ làm thú nhồi bông, thường sử dụng xác động vật bị tai nạn để làm tượng khô.
Tại Anh, luôn có một người đàn ông chuyên đi nhặt xác chết này về để ăn. Một người đàn ông sống tại Anh có một thói quen kỳ dị và khó hiểu, đó là nhặt xác của những động vật bị chết do tai nạn giao thông để chế biến đồ ăn. Từ thịt thỏ, gà lôi đến chim lợn, dơi, chồn hôi, nhím... có lẽ chưa động vật nào trong nước Anh là ông chưa được thưởng thức. Ông thường ăn xác của những con vật bị tai nạn trên đường, nhặt xác một con lửng bên vệ đường. Ông chỉ ăn thịt chúng khi chúng đã bị chết, ông không cảm thấy tội lỗi khi đã ăn thịt chúng.
Ông làm nghề nhồi bông vào xác thú, mỗi lần để hoàn thành tác phẩm, ông phải lột da con vật, sau đó mới nhồi bông. Từ đó, ông đã nảy ra ý tưởng chế biến số thịt còn thừa đó thành đồ ăn cho chính mình. Thói quen bắt đầu từ năm 1976. Các động vật mà ông từng ăn đều là những động vật đã chết bởi tai nạn giao thông trên đường cao tốc. Đây là những động vật hoang dã không dễ dàng mua được ở các siêu thị hay cửa hàng, vì vậy ông tận dụng tối đa thịt của chúng để chế biến và lưu trữ trong một tủ đông lạnh, ông chưa bao giờ gặp vấn đề về sức khỏe từ khi ăn loại thịt này cho dù có những con đã chết đến cả tháng trời.

## Giải pháp
Những nhà chức trách phải tìm kiếm phương án giải quyết và việc xây dựng cầu giao thông dành riêng cho động vật đã được đề ra. Cây cầu đầu tiên được xây dựng từ thập niên 50 của thế kỷ trước ở Pháp. Và cây cầu dài nhất được thiết lập với độ dài 800m với tên gọi Natuurbrug Zanderij Crailoo đến từ Hà Lan. Những làn đường đặc biệt này được thiết kế với hình dạng, cấu tạo và tính chất khác nhau tuỳ thuộc vào đặc tính của từng loài động vật. Đó có thể là những hàng rào phát quang, đường ống dẫn, hàng rào đá, lưới, hay thậm chí chỉ là vạch vôi kẻ đường.
chẳng hạn như Cây cầu dành riêng cho hàng triệu con cua đỏ đến thời kỳ sinh sản tại đảo Giáng Sinh, Australia hay Nhật Bản đã thiết kế riêng làn đường cho những chú rùa băng qua đường ray xe lửa tại công viên Suma Aqualife. Loài chim cách cụt xanh đã được xây dựng riêng một tuyến đường phía dưới cầu cao tốc để di chuyển, giúp giảm thiểu đáng kể số lượng thương vong của loài này mỗi năm tại New Zealand, những chiếc cống thực chất đó lại là làn đường đi chuyển của những chú kỳ nhông. Những chú voi cũng có tuyến đường riêng tại khu bảo tồn động vật hoang dã tại Kenya. Một cây cầu khác được xây dựng trên cao dành cho động vật hoang dã tại Vườn quốc gia Banff (Alberta, Canada)
Cây cầu Ontario, Canada nổi tiếng với sự đầu tư kỹ lưỡng dành cho việc xây dựng dành riêng cho động vật hoang dã, thậm chí còn lắp đặt biển báo, hàng rào thép gai ... để ngăn chặn tai nạn. Một cây cầu thủ công được người dân dựng lên giúp những chú khỉ dễ dàng qua đường tại Bahia, Brazil. Được thiết kế như một chiếc cầu treo thu nhỏ, Nutty Narrows đã có mặt từ năm 1963 và là làn đường chính dành cho loài sóc tại Longview, Washington, Mỹ. loài cá hồi cũng được làm cầu để dễ dàng lội ngược dòng vào mùa sinh sản tại sông Columbia, phía đông Washington.

## Hình ảnh

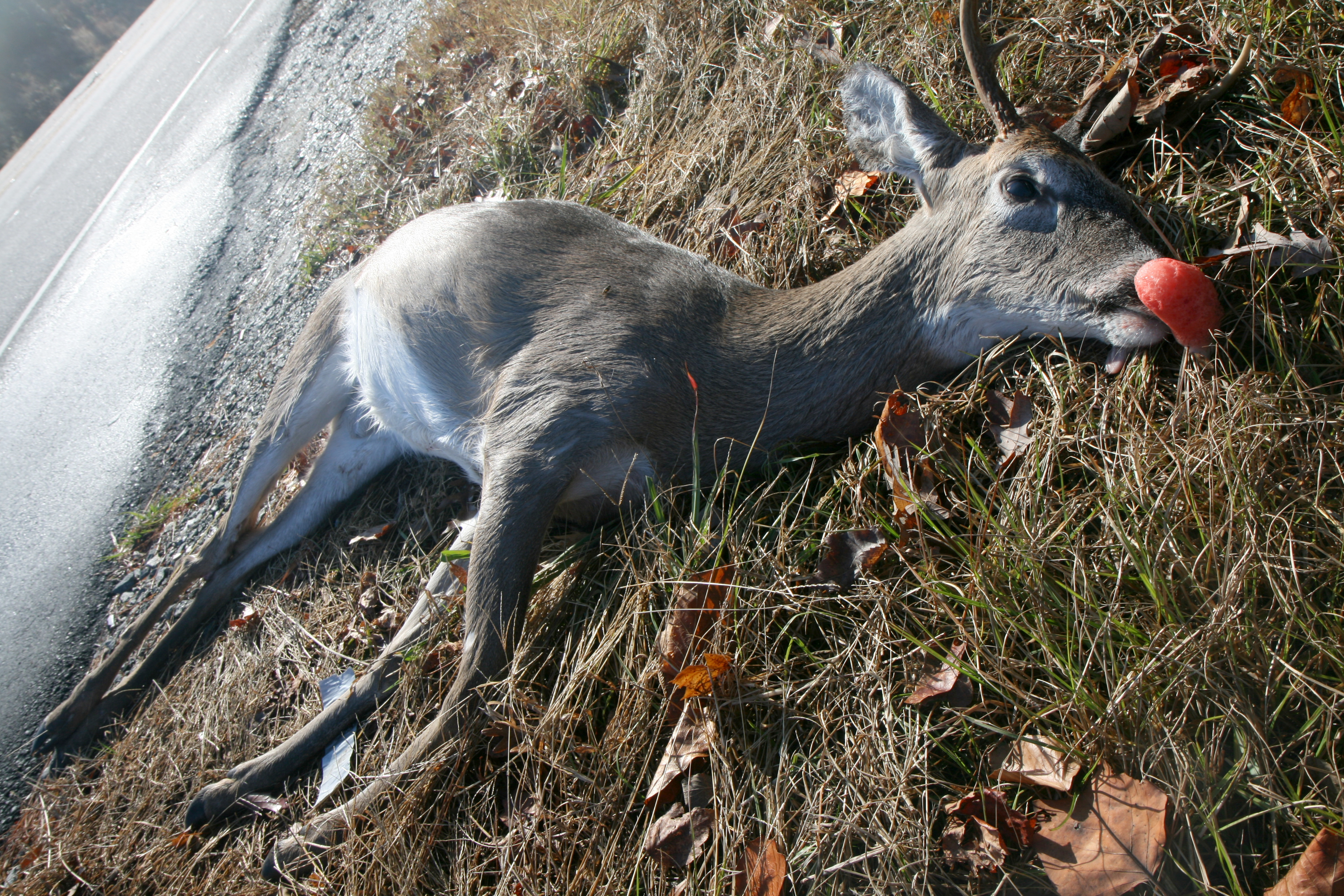
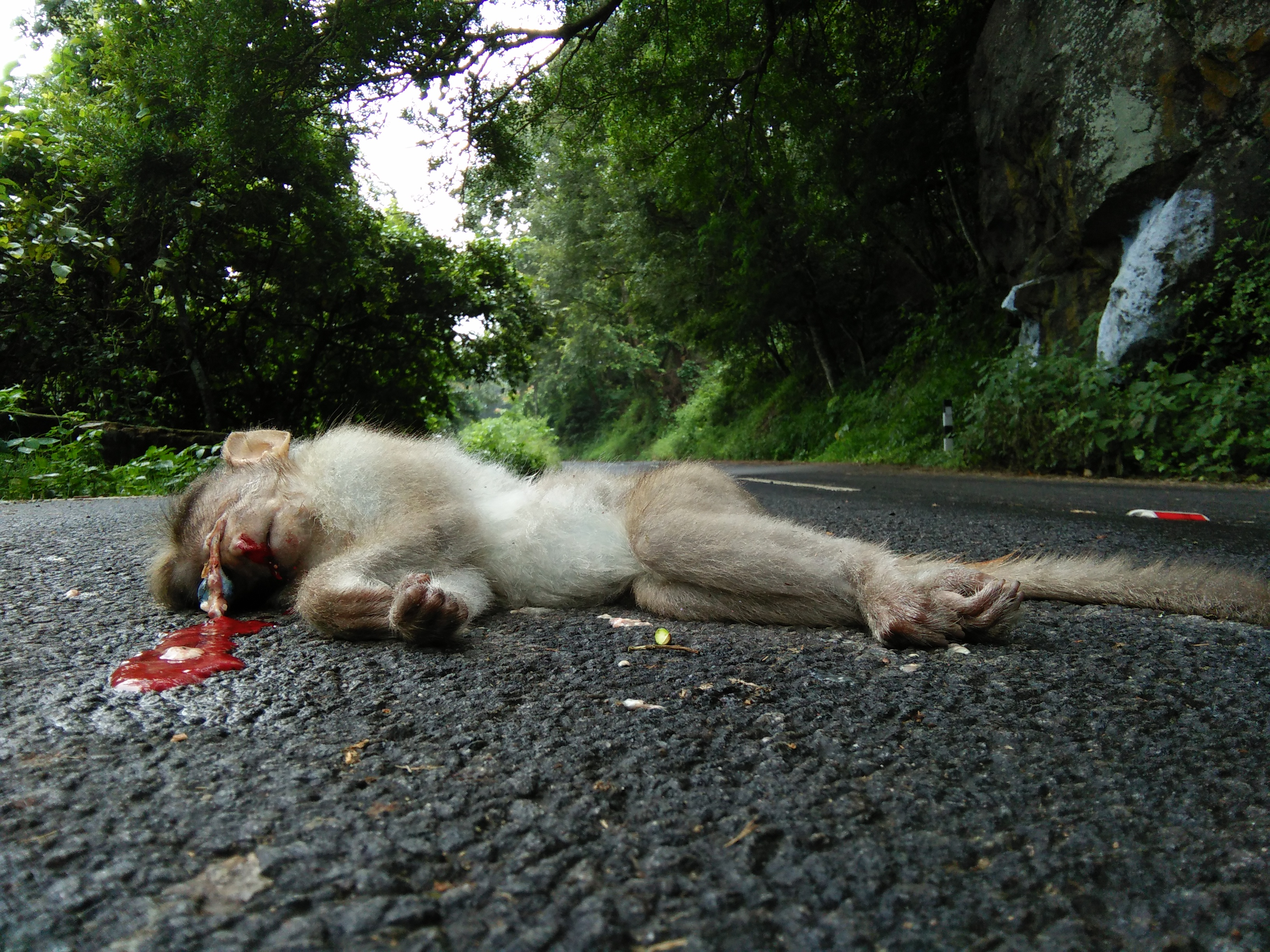
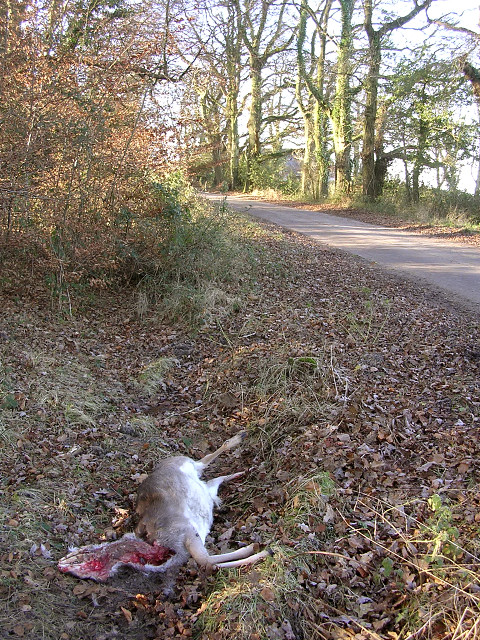
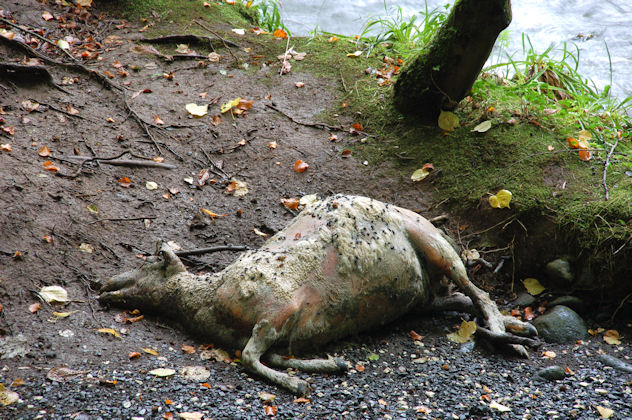
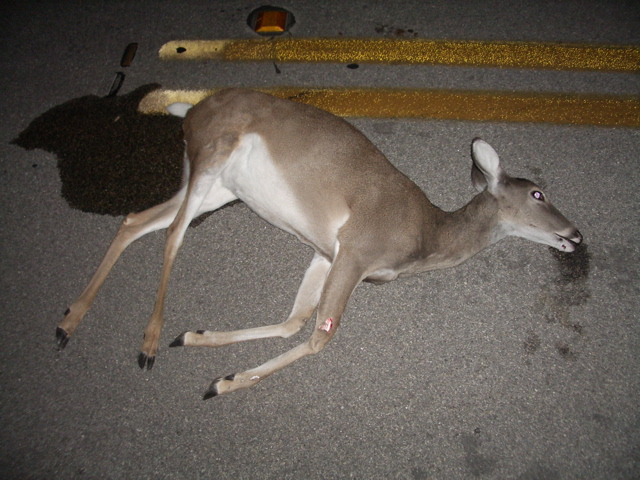
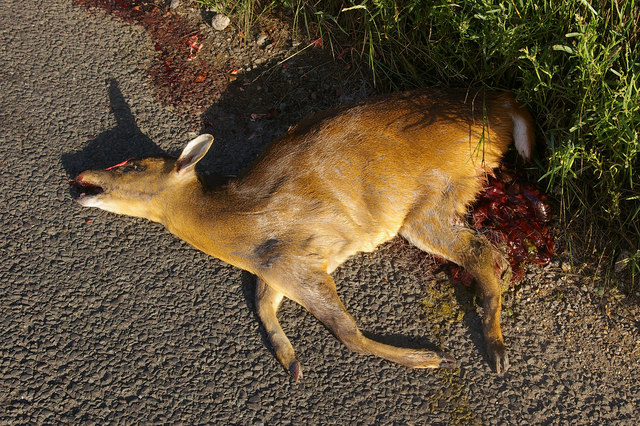